# Сюзън Съдърланд
Сюзан Съдърланд Айзъкс (на английски: Susan Sutherland Isaacs) е английски педагогически психолог и психоаналитик.

## Научна дейност
Айзъкс публикува изследвания на интелектуалното и социално развитие на децата и организира училище за медицински сестри. Тя е сред първите, която обединява заедно образование, психология и психоанализа. Разисква, че важно за развитието на децата са уменията за ясно мислене и упражняване на независимо решение. Развитието на детската независимост е благотворно за тях като индивиди.